# Аварія в Лабораторії «В»
Аварія в Лабораторії «В» — спалах радіоактивного випромінювання, що відбувся внаслідок некерованої ланцюгової реакції при дослідженнях по критичній збірці на ядерному реакторі дуже малої потужності в 1954 році на Лабораторії «В» (пізніше — Фізико-енергетичний інститут в Обнінську). Під час аварії постраждали 10 осіб, жоден з них не загинув.
Цей невеликий інцидент став найбільшим за всю історію існування Фізико-енергетичного інституту і Обнінської АЕС, яка виникла на його базі в 1956 році. Завдяки сімейній легенді балетного танцівника Миколи Цискарідзе дрібна радіаційна аварія стала популярною в засобах масової інформації як вибух на Обнінській АЕС, в ході якого нібито загинув чоловік його матері, а сама вона стала невиїзною.

## Аварія
У 1954 році на Лабораторії «В» (згодом Фізико-енергетичний інститут в Обнінську), на базі якої пізніше запустили першу в світі атомну електростанцію, проводилися, зокрема, дослідження по критичній збірці на ядерному реакторі дуже малої потужності. Зі стрижнів, що містять уран, співробітники лабораторії збирали критичну масу. Було близько першої години ночі, і, поквапившись із завершенням експерименту, вчені додали занадто багато урану. Виникла некерована ланцюгова реакція, яка призвела до спалаху радіоактивного випромінювання. Всі учасники експерименту, за винятком одного, втекли з лабораторії. Єдиний, хто залишився, Олександр Малишев, кинувся до місця аварії — щоб припинити ланцюгову реакцію.
Усі постраждалі при аварії були відправлені для обстеження в Інститут біофізики, що в Москві, де вивчався вплив радіоактивного випромінювання на організм людини. Через десять днів вчені повернулися для продовження роботи. У Олександра Малишева була ампутована кисть, яка прийняла найсильніший радіаційний удар.
На прохання начальника Лабораторії «В» Дмитра Блохінцева роботи по ліквідації наслідків аварії, які зайняли два дні, очолив Олег Казачковський. Ліквідатори аварії так само, як і її учасники, переопромінилися. За свідченням Казачковского, в результаті інциденту не сталося жодного радіоактивного викиду в атмосферу, жодна людина не загинула. Олег Казачковський, який згодом протягом тривалого часу очолював Фізико-енергетичний інститут, у 2008 році також стверджував, що ця аварія була найбільшою за всю історію даної наукової установи і трапилася двома роками пізніше аварії, в 1956 році, Обнінської АЕС.

## «Вибух на Обнінській АЕС»
У березні 2008 року балетний танцівник Микола Цискарідзе дав інтерв'ю журналу «Всё для женщины», яке одномоментно з цим виданням було опубліковано в газеті «Аргументи і факти». Розмову було багаторазово републікувано на різних сайтах в Інтернеті. У цьому інтерв'ю Цискарідзе, зокрема, заявив:
Оскільки ніяких вибухів на Обнінській АЕС ні в 1960-ті, ні в будь-які інші десятиліття не було, подія, про яку розповів Цискарідзе в інтерв'ю, могло бути ідентифіковано тільки як найбільша аварія в Лабораторії «В» 1954 року. Одна з газет Обнінську також допускала, що Цискарідзе міг просто переплутати цей інцидент з Челябінськ-40 (нині Озерськ), а «вибух» на АЕС — з дійсно масштабною, з людськими жертвами, Киштимською аварією 1957 року.
Людських жертв в Обнінській аварії не було, і чоловік матері Миколи Цискарідзе жодним чином не міг в ній загинути. Сама вона була невиїзною не через аварію, що відбулася, а, швидше за все, просто тому, що мала певний рівень доступу до секретних робіт — як будь-який працівник Міністерства середнього машинобудування СРСР. Твердження Цискарідзе про «вибух на Обнінській АЕС» могло бути або трансляцією сімейної легенди, придуманої матір'ю для сина з метою пояснення зникнення чоловіка, або просто аберацією пам'яті самого Миколи Цискарідзе. Ліквідатор аварії 1954 року в Лабораторії «В» Олег Казачковський прокоментував висловлювання артиста балету відомим анекдотом: